# 開志国際高等学校
開志国際高等学校（かいしこくさいこうとうがっこう、英: Kaishi Kokusai High School）は、新潟県胎内市にある私立高等学校。

## 概観
2014年（平成26年）4月にNSGグループの学校法人大彦学園によって開校。新潟県内では30年ぶりの全日制私立高校となった。
かつて同グループの学校法人太平洋が運営していた南イリノイ大学新潟校の施設を改修および新設して使用している。東進衛星予備校と連携し、放課後も校内の施設や寮の学習スペースで学習が行える。

### 教育目標
- グローバル教育
- リーダー教育
- キャリア教育

以上の3つのポリシーを掲げ、「世界で、社会で、大きく活躍する人間を育てる」ことを目標としている。

## 沿革
- 2013年8月1日 - 新潟県から開校許可がおりる[10]。
- 2014年4月5日 - 開校[2]。
- 2015年4月 - 医学科進学コースと国際リーダーコースを廃止し、国際コースと理数コースを設置[11][12]。
- 2016年4月　理数コースを廃止し、医学科進学コースを設置。また、国際コースはグローバル専攻と国際アスリート専攻とする。
- 2021年4月　国際コース　グローバル専攻を「国際進学コース」、国際コース　国際アスリート専攻を「国際アスリートコース」とし4コースに変更。
- 2022年4月　国際進学コースを国際情報コースに名称変更。

## 基礎データ

### 所在地
新潟県胎内市長橋上439-1
敷地内に男女とも寮が設置してある。

### アクセス
- 日本海東北道中条ICより約5分[13]
- JR羽越本線中条駅よりタクシーで約5分[13]

### 象徴

#### 制服
- 男女ともブレザー[16]。

## 生徒会活動・部活動

### 生徒会活動
2015年1月に発足。体育祭や文化祭、学校行事を計画する。

### 部活動
- 柔道部
- ゴルフ部[18]
- スノボード部[19]
- スケートボード部
- 女子バスケットボール部[20]
  - 2014年、第45回全国高等学校バスケットボール選抜優勝大会（インターハイ）に出場[20]。
- 男子バスケットボール部[21]　2018年のインターハイ、2022年のウインターカップで優勝。
- 陸上競技部[21]
- 女子卓球部[21]
- 男子卓球部[21]
- アメリカンフットボール部[22]
- 女子ラグビー部[23]
- 男子ラグビー部　　　2020年　花園初出場。[24]
- 硬式テニス部
- サッカー部

## 高校関係者と組織

### 高校関係者一覧
- 平野歩夢 - スノーボード選手、アスリートコース[3]
- 平野海祝  - スノーボード選手、アスリートコース
- 冨田せな - スノーボード選手、アスリートコース[3]
- 冨田るき - スノーボード選手、アスリートコース
- シラ・ソハナ・ファトー・ジャ - バスケットボール選手
- 船生晴香 - バスケットボール選手
- 山口里奈 - バスケットボール選手
- 小野寺佑奈 - バスケットボール選手
- サンブ・アストゥ - バスケットボール選手
- 高橋彩華 - プロゴルファー
- フレイザー・クワーク - ラグビー選手
- 畠澤諭 - ラグビー選手